# Lapptjärnen (Vilhelmina socken, Lappland)
Lapptjärnen är en sjö i Vilhelmina kommun i Lappland och ingår i Ångermanälvens huvudavrinningsområde. Sjön har en area på 0,0589 kvadratkilometer och ligger 370,9 meter över havet. Sjön avvattnas av vattendraget Vändåtbäcken.

## Delavrinningsområde
Lapptjärnen ingår i det delavrinningsområde (718410-154058) som SMHI kallar för Ovan None. Medelhöjden är 404 meter över havet och ytan är 1,29 kvadratkilometer. Det finns inga avrinningsområden uppströms utan avrinningsområdet är högsta punkten. Vändåtbäcken som avvattnar avrinningsområdet har biflödesordning 4, vilket innebär att vattnet flödar genom totalt 4 vattendrag innan det når havet efter 293 kilometer. Avrinningsområdet består mestadels av skog (92 procent). Avrinningsområdet har 0,06 kvadratkilometer vattenytor vilket ger det en sjöprocent på 4,7 procent.